# 全国味噌業公正取引協議会
全国味噌業公正取引協議会（ぜんこくみそこうせいとりひききょうぎかい）は、東京都中央区新川 (東京都中央区)に所在する、全国味噌工業協同組合連合会傘下に置かれている日本の味噌類の製造業者が会員となって組織している団体。また、「みその表示に関する公正競争規約」第9条第1項の規定に基づき、規約実施にあたる事業を行う組織体としての機能を有する。

## 概要
1977年12月24日付けで発足。「みそ業における景品類の提供の制限に関する公正競争規約・同施行規則」及び「みその表示に関する公正競争規約」そして「同施行規則」を円滑かつ確実に実施するための事業を行い、味噌業の健全な発達を図ることを目的としている。
全国公正取引協議会連合会に基づく79自主規制団体の１つ。公正競争規約に基づく表示をしている会員の製品には、公正マークが付される。

## 沿革
- 1977年　「みそ業における景品類の提供の制限に関する公正競争規約」が告示(昭和52年公正取引委員会告示第48号)
- 2004年5月11日　「みその表示に関する公正競争規約・同施行規則」が公正取引委員会より認定。[1]
- 2004年5月12日　「みその表示に関する公正競争規約」(平成16年公正取引委員会告示第4号)官報告示、一部を除き同日より施行。
- 2011年9月1日 	内閣府令施行。
- 2011年11月1日　改正「みそ品質表示基準」(平成12年農林水産省告示第1664号)が施行。
- 2012年11月　みそに関する公正競争規約集を作成。